# Dendromus messorius
Dendromus messorius är en däggdjursart som beskrevs av Thomas 1903. Dendromus messorius ingår i släktet Dendromus och familjen Nesomyidae. Inga underarter finns listade i Catalogue of Life. Populationen infogades i några äldre verk i Dendromus mystacalis men nyare avhandlingar listar Dendromus messorius som art. Båda arter är antagligen nära släkt med Dendromus mesomelas som hittas längre österut och söderut.

## Utseende
Arten blir 6,0 till 6,8 cm lång (huvud och bål), har en 7,2 till 9,5 cm lång svans och väger 7,6 till 10,5 g. Bakfötterna är 1,5 till 1,9 cm långa och öronen är 1,1 till 1,4 cm stora. Pälsen på ovansidan bildas av hår som är mörkgråa vid roten samt i det centrala avsnittet och bruna (liksom en ingefärarot) vid spetsen. En längsgående mörk strimma på ryggens topp saknas eller den är otydlig. Pälsen blir fram mot kroppssidorna ljusare. Den vita pälsen på undersidan är tydlig avgränsad. På öronen förekommer fina hår. Dendromus messorius har vita läppar och en vit strupe. Vid framtassen är tummen och lillfingret nästan obefintliga. Även den första tån vid bakfoten är liten och utrustad med en nagel. Den femte tån är däremot lång och motsättlig. Den bär en klo. På svansen förekommer korta svartaktiga styva hår.

## Utbredning
Denna gnagare förekommer med flera från varandra skilda populationer i Afrika. Arten hittas i Togo, Benin, Kamerun och östra Kongo-Kinshasa. Den vistas i kulliga områden och bergstrakter upp till 1000 meter över havet. Dendromus messorius lever i områden med högt gräs.

## Ekologi
Individerna är nattaktiva och de vilar på dagen i sina bon som är ungefär lika stora som en knytnäve. Nästet byggs av sammanvävda växtfibrer och göms i högt gräs eller i andra växter som buskar. Ett dokumenterat näste var konstruerat av fibrer från bananblad och placerat i en förgrening av bananplantan något ovanför marken. Boet användes av en hona som hade tre ungar.
Födan utgörs av gröna växtdelar och av frukter. När honan inte är parningsvillig lever varje exemplar ensam.

## Bevarandestatus
För beståndet är inga hot kända. IUCN kategoriserar arten globalt som livskraftig.